# Wanda Curtis
Wanda Curtis (nacida el 7 de diciembre de 1975) es una actriz pornográfica húngara que entró en la industria del porno hacia el 1997.
En 2006 firmó un contrato como actriz para Ninn Worx.

## Premios
- 2000 Hot d'Or nominación – Best European New Starlet[3]
- 2004 AVN Award nominación – Foreign Performer of the Year[4]
- 2005 AVN Award nominación – Best All-Girl Sex Scene in a Video (Fem Bella – nominada con Anais y Angel Cassidy)
- 2005 AVN Award nominación – Best Threeway Sex Scene in a Video (Lost Angels: Wanda Curtis – nominada con Angelica Costello y Anthony Hardwood)[5]